# サンドロ・シルバ・デ・ソウザ
サンドロ・シウヴァ・ジ・ソウザ (葡: Sandro Silva de Souza) はブラジル・リオデジャネイロ出身のサッカー選手。ポジションはディフェンダー（センターバック）・ミッドフィールダー（ボランチ）。

## 来歴
フルミネンセFCの育成組織からトップチームに昇格、2009年からはクウェート・プレミアリーグのカーズマSCで経験を積む。
フルミネンセへの復帰およびジョインヴィレECを経て、2014年からはセアラーSCに加入、コパ・ド・ノルデスチ獲得に貢献した。
2018年からクリシューマECで主力メンバーとして活動したが、2020年1月18日、日本のレノファ山口FCへの加入が発表された。クリシューマとは3年契約を結んでいたが、契約を中途解除しての移籍であると報じられている。しかし怪我等もあって10試合の出場にとどまり、同年限りの契約満了が発表された。

## 所属クラブ
- 2007-2011  フルミネンセFC
  - 2008-2009  イトゥアーノFC
  - 2009-2011  カーズマSC
- 2011-2012  フルミネンセFC
- 2013  ジョインヴィレEC
- 2014-2017  セアラーSC
- 2017  サンタクルスFC
- 2018-2020  クリシューマEC
- 2020  レノファ山口FC
- 2021-2022  ブルスキFC
- 2023-  ヴォルタ・レドンダFC

## 個人成績
| 国内大会個人成績 | 国内大会個人成績 | 国内大会個人成績 | 国内大会個人成績 | 国内大会個人成績 | 国内大会個人成績 | 国内大会個人成績 | 国内大会個人成績 | 国内大会個人成績 | 国内大会個人成績 | 国内大会個人成績 | 国内大会個人成績 |
| 年度             | クラブ           | 背番号           | リーグ           | リーグ戦         | リーグ戦         | リーグ杯         | リーグ杯         | オープン杯       | オープン杯       | 期間通算         | 期間通算         |
| 年度             | クラブ           | 背番号           | リーグ           | 出場             | 得点             | 出場             | 得点             | 出場             | 得点             | 出場             | 得点             |
| 日本             | 日本             | 日本             | 日本             | リーグ戦         | リーグ戦         | リーグ杯         | リーグ杯         | 天皇杯           | 天皇杯           | 期間通算         | 期間通算         |
| ---------------- | ---------------- | ---------------- | ---------------- | ---------------- | ---------------- | ---------------- | ---------------- | ---------------- | ---------------- | ---------------- | ---------------- |
| 2020             | 山口             | 4                | J2               | 10               | 1                | -                | -                |                  |                  |                  |                  |
| 通算             | 日本             | 日本             | J2               | 10               | 1                | -                | -                |                  |                  |                  |                  |
| 総通算           | 総通算           | 総通算           | 総通算           | 10               | 1                | 0                | 0                |                  |                  |                  |                  |